# Ken Ceder
Ken Ceder, född 5 november 1960 i Stockholm, är en svensk internetentreprenör.
Ceder har en Master of Science i systemvetenskap från Uppsala universitet. Som forskare på Telia var han en av tre som 1994 startade Telias webbportal Passagen. Därefter var han som storägare med i uppbyggnadet av Internetkonsultföretaget Framtidsfabriken (senare Framfab), där han satt i styrelsen från 1997 till 2001. Han var också delaktig i grundandet av Bredbandsbolaget och satt där i styrelsen från 1999 till 2000. Hedersledamot vid Sydskånska nationen i Lund. Idag verkar han som affärsängel.

### Webbkällor
- Framfab från ideel förening till IT-bubbla
- Framfab och Kamprad startar investmentbolag, Aftonbladet, 15 maj 2000
- De blev rika på Framfab, Affärsvärlden, 7  maj 2001